# Нижні Усли
Нижні Усли́ (рос. Нижние Услы, башк. Түбәнге Уҫылы) — село у складі Стерлітамацького району Башкортостану, Росія. Входить до складу Услинської сільської ради.
Населення — 444 особи (2010; 399 в 2002).
Національний склад:
- татари — 65%
- башкири — 33%